# Eyreton
La ville d’Eyreton, initialement connu sous le nom de Eyretown, est une localité formée par un petit village de la région de Canterbury, située dans l’Île du Sud de la Nouvelle-Zélande.

## Toponymie
Elle a été dénommée d’après Edward John Eyre, qui à son époque fut Lieutenant gouverneur de l’Île du Sud (connue sous le nom de province de New Munster (en)).

## Situation
C’est un village rural localisé à l’ouest de la ville de Kaiapoi, près de la berge nord du fleuve Waimakariri.

## Population
Lors du recensement de 2001 (en), celui-ci révéla la présence d’une population de 2 139 personnes, qui vivaient dans la ville d’Eyreton et ses environs. Elle était en augmentation de 624 habitants soit 41.1 %, depuis le recensement de 1996.

## Accès
Bien que l’embranchement ferroviaire du chemin de fer fut appelé branche de Eyreton (en), il n’a jamais fonctionné au niveau de la ville d’Eyreton, passant au large sur son trajet allant de la ville de Kaiapoi à celle de West Eyreton au nord du village.